# Marco Sailer (Fußballspieler)
Marco „Toni“ Sailer (* 16. November 1985 in Schwäbisch Hall) ist ein ehemaliger deutscher Fußballspieler. Er spielte zuletzt beim Viertligisten FSV Wacker 90 Nordhausen. Zuvor spielte er mit dem SV Darmstadt 98 ein Jahr in der Bundesliga.

## Karriere
Sailer erlernte als Kind beim TSV Bitzfeld das Fußballspielen. Noch als Jugendlicher schloss er sich dem VfR Heilbronn an. 2004 wechselte er zum Regionalligisten VfR Aalen und avancierte dort in seiner ersten Saison in der Rückrunde zum Stammspieler. 2008 qualifizierte er sich mit dem Verein für die neu gegründete eingleisige 3. Liga. Dort sicherte er am 26. Juli 2008 mit seinem Treffer zum 2:1 seinem Verein den ersten Sieg in der neuen Spielklasse. Im weiteren Verlauf der Saison erwies er sich mit letztendlich zwölf Toren in 34 Spielen als treffsicherster Aalener Stürmer. Dennoch stieg der VfR wieder in die nun viertklassige Regionalliga Süd ab. Damit wurde auch Sailers Vertrag ungültig, der nur für die 2. oder 3. Liga gegolten hatte.
Zur Saison 2009/10 wechselte Sailer zum Zweitligisten SpVgg Greuther Fürth und unterschrieb einen Zweijahresvertrag mit Option auf ein weiteres Jahr. Nachdem er sich in Fürth nicht hatte durchsetzen können und überwiegend als Einwechselspieler zum Einsatz gekommen war, kehrte er nach einem Jahr zurück in die 3. Liga und schloss sich dem SV Wehen Wiesbaden an, bei dem er einen Zweijahresvertrag unterschrieb. Ein halbes Jahr vor Vertragsende wechselte er in der Winterpause 2011/12 zum Ligakonkurrenten 1. FC Heidenheim, der Ersatz für zwei verletzte Stürmer gesucht hatte. Nach drei Spielen hatte er sich in die Stammelf gespielt und erzielte bis zum Saisonende drei Tore. Die Folgesaison verlief für Heidenheim erfolgreich; mit dem fünften Platz verpasste man die Aufstiegsränge zur 2. Bundesliga um einen Punkt. Sailer erzielte ein Saisontor in 22 Einsätzen.
Zur Saison 2013/14 wechselte der Stürmer zum SV Darmstadt 98. Mit der Mannschaft stieg er in den nächsten zwei Spielzeiten von der dritten bis in die Bundesliga auf. Sein Bundesligadebüt gab er am 15. August 2015 (1. Spieltag) beim 2:2-Unentschieden im Heimspiel gegen Hannover 96; sein erstes Tor erzielte er am 2. Oktober 2015 (8. Spieltag) bei der 2:3-Niederlage im Heimspiel gegen den 1. FSV Mainz 05 mit dem Treffer zum zwischenzeitlichen 2:2 in der 57. Minute – elf Minuten nach seiner Einwechslung für Jan Rosenthal. In Darmstadt wurde Sailer von den Fans als Publikumsliebling gefeiert. Im Mai 2016 gab Darmstadt 98 bekannt, dass der zum Ende der Saison auslaufende Vertrag nicht verlängert wird. Am 14. Mai bestritt er sein letztes Bundesligaspiel für die Lilien.
Zur Saison 2016/17 wechselte Sailer zum FSV Wacker 90 Nordhausen in die viertklassige Regionalliga Nordost. Er lief dabei sowohl für die erste Mannschaft als auch für die zweite Mannschaft auf. Mit der Reservemannschaft wurde er in den Saisons 2016/17 und 2017/18 Meister der Thüringenliga und stieg im zweiten Jahr in die Oberliga auf. Im Dezember 2018 erlitt er im Training einen Schienbeinbruch, in deren Folge er im restlichen Saisonverlauf zu keinem weiteren Einsatz kam. Trotz anfänglicher Comeback-Pläne beendete Sailer im Sommer 2019 aufgrund der Verletzung seine aktive Karriere.

## Privates
Am 23. Dezember 2015 heiratete er seine Lebensgefährtin Lara Frank, durch die er zum Veganer wurde. Im März 2016 bekam das Paar eine Tochter.

## Erfolge
SV Darmstadt 98
- Aufstieg in die 2. Bundesliga: 2014
- Vizemeister der 2. Bundesliga und Aufstieg in die Bundesliga: 2015

SV Wehen Wiesbaden
- Hessenpokalsieger: 2011